# 瑟穆捷-蒙桑
瑟穆捷-蒙桑（法語：Semoutiers-Montsaon，法語發音：[səmutje mɔ̃sɑ̃]）是法国上马恩省的一个市镇，属于肖蒙区。该市镇于1972年由原市镇瑟穆捷（Semoutiers）和蒙桑（Montsaon）合并而成。

## 地理
瑟穆捷-蒙桑（48°3'32"N, 5°3'25"E）面积27.4 平方千米，位于法国大東部大區上马恩省，该省份为法国东北部内陆省份，北起马恩省和默兹省，西接奥布省，西南接科多尔省，东南接上索恩省，东临孚日省。
与瑟穆捷-蒙桑接壤的市镇（或旧市镇、城区）包括：布莱松维尔、布里孔、比克西耶尔-莱维利耶、肖蒙、里什堡、维利耶勒塞克。
瑟穆捷-蒙桑的时区为UTC+01:00、UTC+02:00（夏令时）。

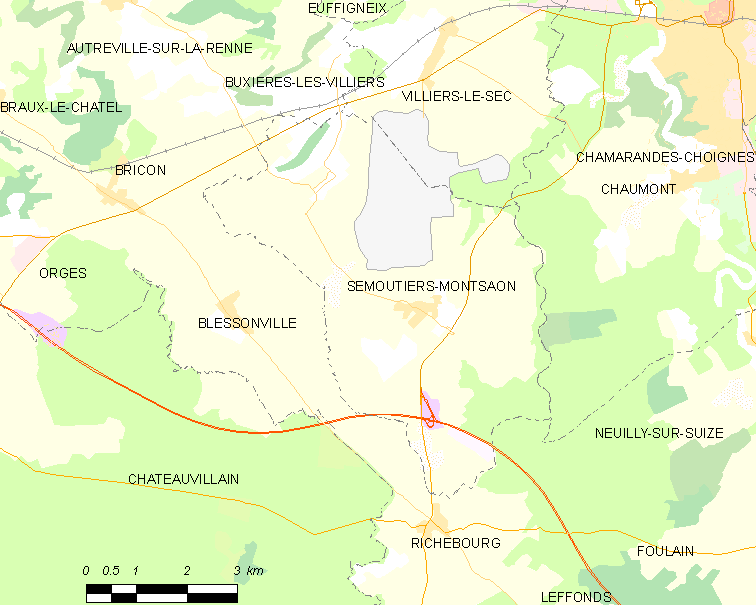
瑟穆捷-蒙桑的OSM定位图

## 行政
瑟穆捷-蒙桑的邮政编码为52000，INSEE市镇编码为52469。

## 政治
瑟穆捷-蒙桑所属的省级选区为肖蒙第三县。

## 人口

1962-2008年间瑟穆捷-蒙桑人口变化图示

瑟穆捷-蒙桑于2022年1月1日时的人口数量为723人。